# Whitfield (condado de Manatee)
Whitfield es un lugar designado por el censo ubicado en el condado de Manatee en el estado estadounidense de Florida. En el Censo de 2010 tenía una población de 2.882 habitantes y una densidad poblacional de 791,43 personas por km².

## Geografía
Whitfield se encuentra ubicado en las coordenadas 27°24′44″N 82°33′59″O / 27.41222, -82.56639. Según la Oficina del Censo de los Estados Unidos, Whitfield tiene una superficie total de 3.64 km², de la cual 3.58 km² corresponden a tierra firme y (1.64%) 0.06 km² es agua.

## Demografía
Según el censo de 2010, había 2.882 personas residiendo en Whitfield. La densidad de población era de 791,43 hab./km². De los 2.882 habitantes, Whitfield estaba compuesto por el 91.43% blancos, el 3.44% eran afroamericanos, el 0.38% eran amerindios, el 1.32% eran asiáticos, el 0.03% eran isleños del Pacífico, el 1.84% eran de otras razas y el 1.56% pertenecían a dos o más razas. Del total de la población el 9.26% eran hispanos o latinos de cualquier raza.